# Sambódromo de Anhembi

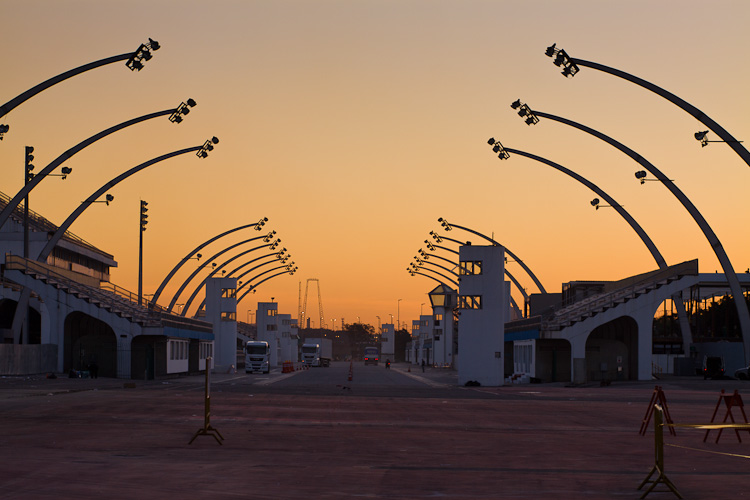
Parte del sambódromo vista desde la Marginal do Rio Tietê.

El Sambódromo de Anhembi (en portugués Sambódromo do Anhembi) es un sambódromo ubicado en la ciudad de São Paulo, Brasil. Fue planificado por el arquitecto Oscar Niemeyer, luego del Sambódromo de Río de Janeiro, y es uno de los mayores espacios para grandes eventos al aire libre de la ciudad de São Paulo. Es utilizado principalmente en los desfiles del carnaval paulistano. Fue construido e inaugurado durante la gestión municipal de la prefecta Luiza Erundina.